# شکرگره
شکرگره (به انگلیسی: Shakargarh) یک شهر در پاکستان است که در ناحیه نارووال واقع شده‌است. شکرگره ۱٬۲۷۲ کیلومتر مربع مساحت و ۲۵۶٬۰۹۷ نفر جمعیت دارد.